# Haruki Uemura
Haruki Uemura (jap. 上村春樹, Uemura Haruki; * 14. Februar 1951 in Landkreis Shimomashiki, Präfektur Kumamoto) ist ein japanischer Judoka. Er war 1976 Weltmeister und Olympiasieger in der offenen Klasse. Seit 2009 ist er Präsident des Kōdōkan.
Der 1,74 m große Uemura bezwang bei den Weltmeisterschaften 1973 in Lausanne in der offenen Klasse die beiden Deutschen Klaus Glahn (BRD) und Wolfgang Zuckschwerdt (DDR). Im Finale unterlag er seinem Landsmann Kazuhiro Ninomiya. Zwei Jahre später bei den Weltmeisterschaften 1975 in Wien bezwang er im Halbfinale den Ungarn Imre Varga, im Finale trafen wie zwei Jahre zuvor Uemura und Ninomiya aufeinander, diesmal gewann Haruki Uemura.
Bei den Olympischen Spielen 1976 in Montreal gewann Uemura im Achtelfinale gegen den Nordkoreaner Pak Jong-gil durch eine kleine Wertung (koka). Im Viertelfinale gegen den Franzosen Jean-Luc Rougé siegte der Japaner nach 4:03 Minuten. Das Halbfinale gegen Schota Tschotschischwili aus der Sowjetunion ging wieder über die volle Kampfzeit, Uemura siegte durch Kampfrichterentscheid (yusei-gachi). Das Finale gegen den Briten Keith Remfry beendete Uemura nach 7:28 Minuten durch Ippon.